# Liste der Biografien/Ble
Liste der Biografien |
Portal Biografien |
Personensuche
# |
A |
B |
C |
D |
E |
F |
G |
H |
I |
J |
K |
L |
M |
N |
O |
P |
Q |
R |
S |
T |
U |
V |
W |
X |
Y |
Z |
?
 
Ba |
Be |
Bd |
Bg |
Bh |
Bi |
Bj |
Bl |
Bm |
Bn |
Bo |
Br |
Bs |
Bu |
Bw |
By |
Bz
 
Bla |
Ble |
Bli |
Blj |
Blk |
Bll |
Blo |
Bls |
Blu |
Bly
Die Liste der Biografien führt alle Personen auf, die in der deutschsprachigen Wikipedia einen Artikel haben. Dieses ist eine Teilliste mit 508 Einträgen von Personen, deren Namen mit den Buchstaben „Ble“ beginnt.

## Ble

### Blea
- Bleackley, Conner (* 1996), kanadischer Eishockeyspieler
- Bleakley, Orrin Dubbs (1854–1927), US-amerikanischer Politiker
- Bleaney, Brebis (1915–2006), britischer Physiker
- Blears, Hazel (* 1956), britische Politikerin, Mitglied des House of Commons
- Bleasdale, Alan (* 1946), britischer Fernseh-Dramatiker
- Bleasdale, Julia (* 1981), englische Leichtathletin
- Bleasdale, Marcus (* 1968), irisch-britischer Photojournalist
- Blease, Coleman Livingston (1868–1942), US-amerikanischer Politiker
- Blease, William (1914–2008), britischer Politiker (Labour)

### Blec
- Blech, Benjamin (* 1933), US-amerikanischer orthodoxer Rabbi
- Blech, Gustavus M. (1870–1949), russischstämmiger US-amerikanischer Chirurg und Hochschullehrer
- Blech, Hans Christian (1915–1993), deutscher SchauspielerHans Christian Blech (1915–1993)

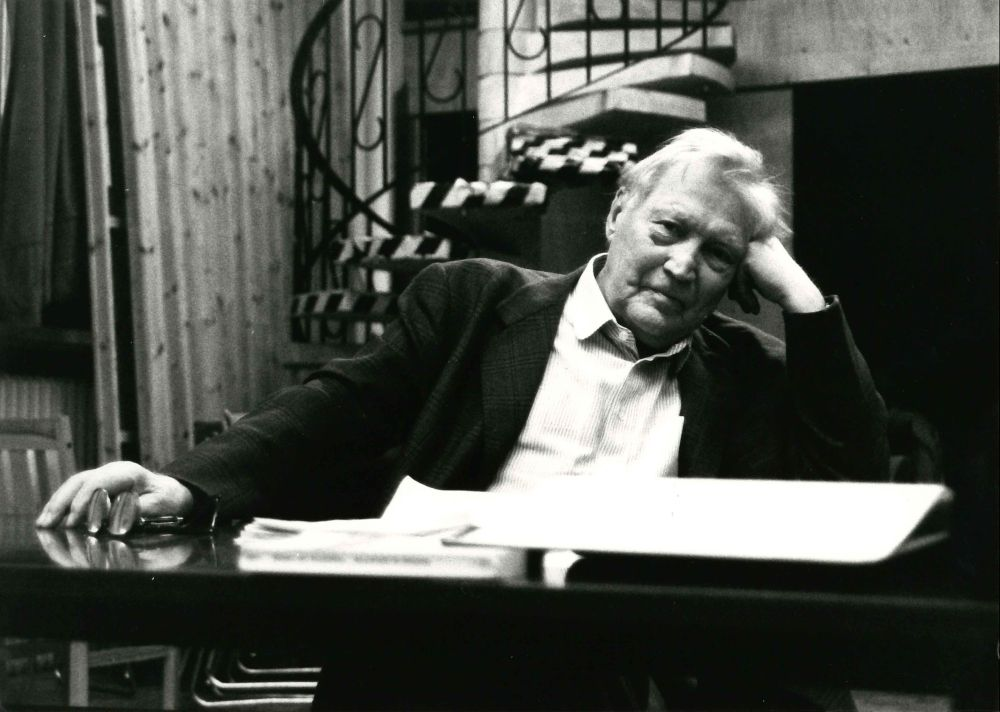
Hans Christian Blech (1915–1993)

- Blech, Harry (1910–1999), britischer Violinist und Dirigent
- Blech, Jörg (* 1966), deutscher Wissenschaftsjournalist und Sachbuch-Autor
- Blech, Klaus (1928–2022), deutscher Diplomat, Chef des Bundespräsidialamts
- Blech, Leo (1871–1958), deutscher Komponist und Dirigent
- Blech, Torben (* 1995), deutscher Stabhochspringer
- Blech-Frank, Martha (1871–1962), deutsche Opernsängerin (Sopran)
- Blecha, Adalbert (1822–1870), Prager Violinist und Musikpädagoge
- Blecha, Ivan (* 1957), tschechischer Philosoph und Leiter des Instituts für Philosophie an der Universität in Olmütz
- Blecha, Jan (* 1993), tschechischer Handballspieler
- Blecha, Johanna (1916–2000), deutsche Politikerin (SED), Oberbürgermeisterin von Schwerin
- Blecha, Karl (* 1933), österreichischer Politiker (SPÖ), Abgeordneter zum Nationalrat
- Blecha, Kurt (1923–2013), deutscher SED-Funktionär, Leiter des Presseamtes beim Vorsitzenden des Ministerrates der DDR
- Blecha, Norbert (* 1950), österreichischer Filmproduzent, Schauspieler und Stuntman
- Blechacz, Rafał (* 1985), polnischer Pianist
- Blecharczyk, Iwona (* 1987), Buchautorin, Berufskraftfahrerin und Podcasterin
- Blecharczyk, Michał (1905–1965), polnischer römisch-katholischer Geistlicher, Weihbischof in Tarnów
- Blecharczyk, Nathan (* 1984), US-amerikanischer Unternehmer
- Blechen, Carl (1798–1840), deutscher LandschaftsmalerCarl Blechen (1798–1840)

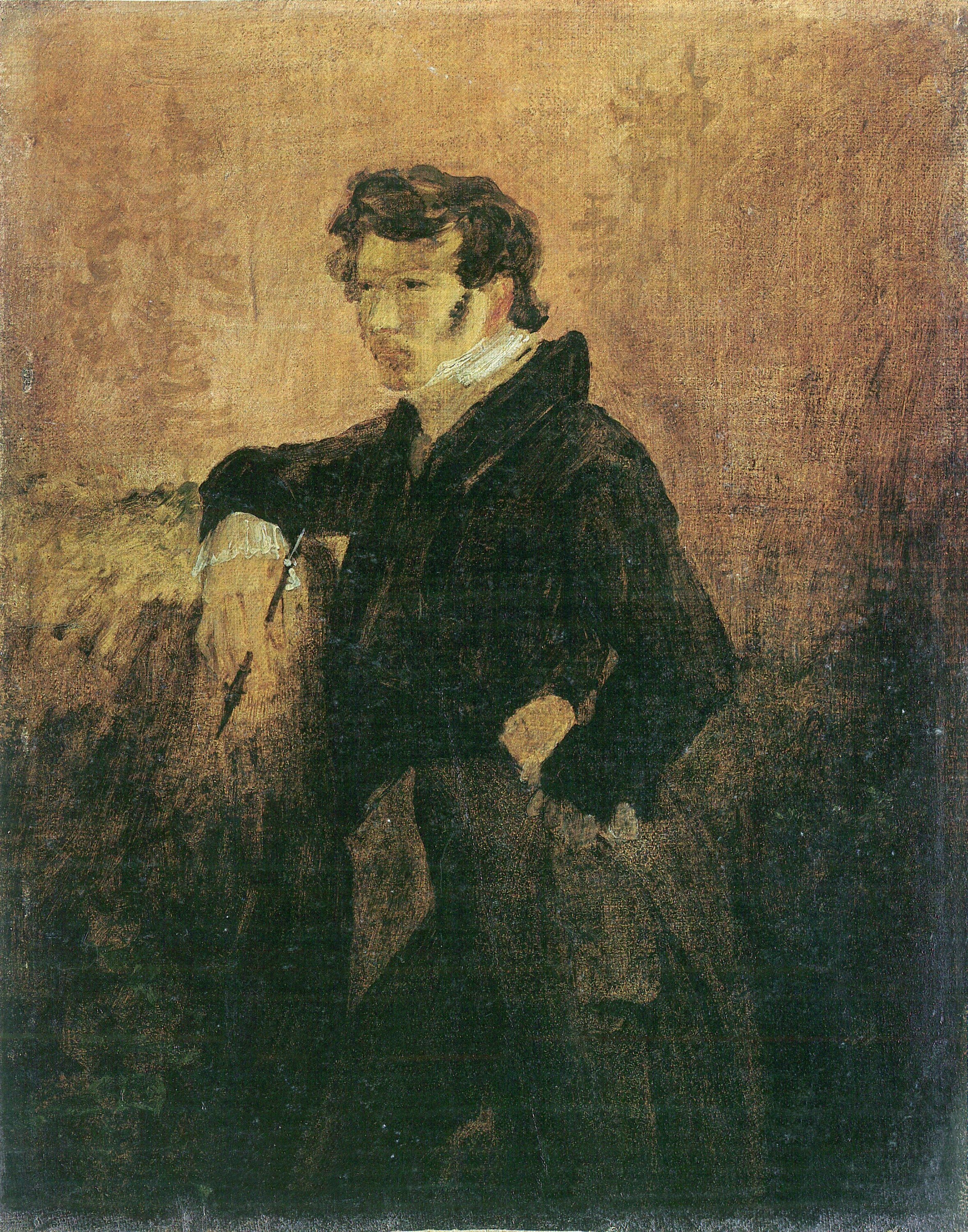
Carl Blechen (1798–1840)

- Blecher, Carl-Ulrich (1924–1977), deutscher Liedtexter
- Blecher, Georg (1880–1938), deutscher Religionswissenschaftler und Heimatforscher
- Blecher, Hermann (1841–1918), deutscher Ingenieur und VDI-Vorsitzender
- Blecher, Jens (* 1965), deutscher Archivar und Historiker
- Blecher, Johann Heinrich (1803–1871), deutscher Schlosser und Politiker, MdHB
- Blecher, M. (1909–1938), jüdisch-rumänischer Schriftsteller
- Blecher, Peter (1934–2008), deutscher Sportschütze
- Blecher, Taddy (* 1967), südafrikanischer Hochschullehrer und Bildungsaktivist
- Blechert, Reinhard (* 1947), deutscher Schwimmer
- Blechert, Siegfried (* 1946), deutscher Chemiker
- Blechinger, Beate (* 1947), deutsche Politikerin (CDU), MdL, Landesministerin in Brandenburg
- Blechinger, Gerhard (* 1964), deutscher Medientheoretiker
- Blechinger, Helene (* 1989), österreichische Schauspielerin
- Blechinger, Horst (1940–2017), deutscher Fußballspieler
- Blechinger, Josef (1911–1995), österreichischer Philhellene und Ikonenmaler
- Blechinger-Talcott, Verena (* 1966), deutsche Japanologin
- Blechman, Etta Abramowna (1904–2000), sowjetische bzw. russische Chemikerin
- Blechman, Zbigniew (1929–2018), polnischer Generalmajor und Politiker
- Blechschmidt, André (* 1957), deutscher Politiker (Die Linke), MdL a. D.
- Blechschmidt, Angelica († 2018), deutsche Modejournalistin
- Blechschmidt, Anton (1841–1916), österreichischer Sozialpolitiker, Sozialversicherung
- Blechschmidt, Bernd (* 1961), deutscher Nordischer Kombinierer
- Blechschmidt, Erich (1904–1992), deutscher Anatom
- Blechschmidt, Frank (* 1961), deutscher Kommunal- und Landespolitiker (FDP), MdL
- Blechschmidt, Günther (1891–1971), deutscher Maler und Grafiker
- Blechschmidt, Heinrich Gustav (1867–1946), deutscher Gymnasialprofessor und evangelischer Pfarrer
- Blechschmidt, Manfred (1923–2015), deutscher Schriftsteller
- Blechschmidt, Martin (* 1970), deutscher Pädagoge, Trainer der deutschen Sitzvolleyballnationalmannschaft der Herren
- Blechschmidt, Paul (1907–1961), deutscher Politiker (KPD, SED), Generalmajor der Nationalen Volksarmee der DDR
- Blechschmidt, Rainer (* 1953), deutscher Fußballspieler
- Blechschmidt, Wolf, deutscher Baumeister in Pirna
- Bleck, Andreas (* 1988), deutscher Politiker (AfD), MdB
- Bleck, Fabian (* 1993), deutscher Basketballspieler
- Bleck, Holger (* 1962), deutscher Musikwissenschaftler, -manager und Intendant
- Bleck, Julia (* 1985), deutsche Yngling-Seglerin
- Bleck, Martin (1919–1996), deutscher Generalleutnant
- Bleck, Wolfgang (* 1951), deutscher Ingenieur, Werkstoffwissenschaftler und Hochschullehrer
- Bleck-Neuhaus, Jörn (* 1942), deutscher Kernphysiker und Professor
- Blecke, Sebastian (* 1975), deutscher Crosslauf-Sommerbiathlet
- Blecken von Schmeling, Friedrich (1796–1863), preußischer Generalmajor
- Blecken von Schmeling, Hermann (1838–1906), preußischer Generalleutnant
- Blecken, Heinrich (1885–1965), deutscher Architekt und Hochschullehrer
- Bleckert, Harald (* 1951), deutscher Fußballspieler
- Blecking, Diethelm (* 1948), deutscher Sportwissenschaftler, Historiker, Autor und Journalist
- Bleckmann, Albert (1933–2004), deutscher Rechtswissenschaftler
- Bleckmann, Bruno (* 1962), deutscher Althistoriker
- Bleckmann, Dana (* 2001), deutsche HandballspielerinDana Bleckmann (* 2001)

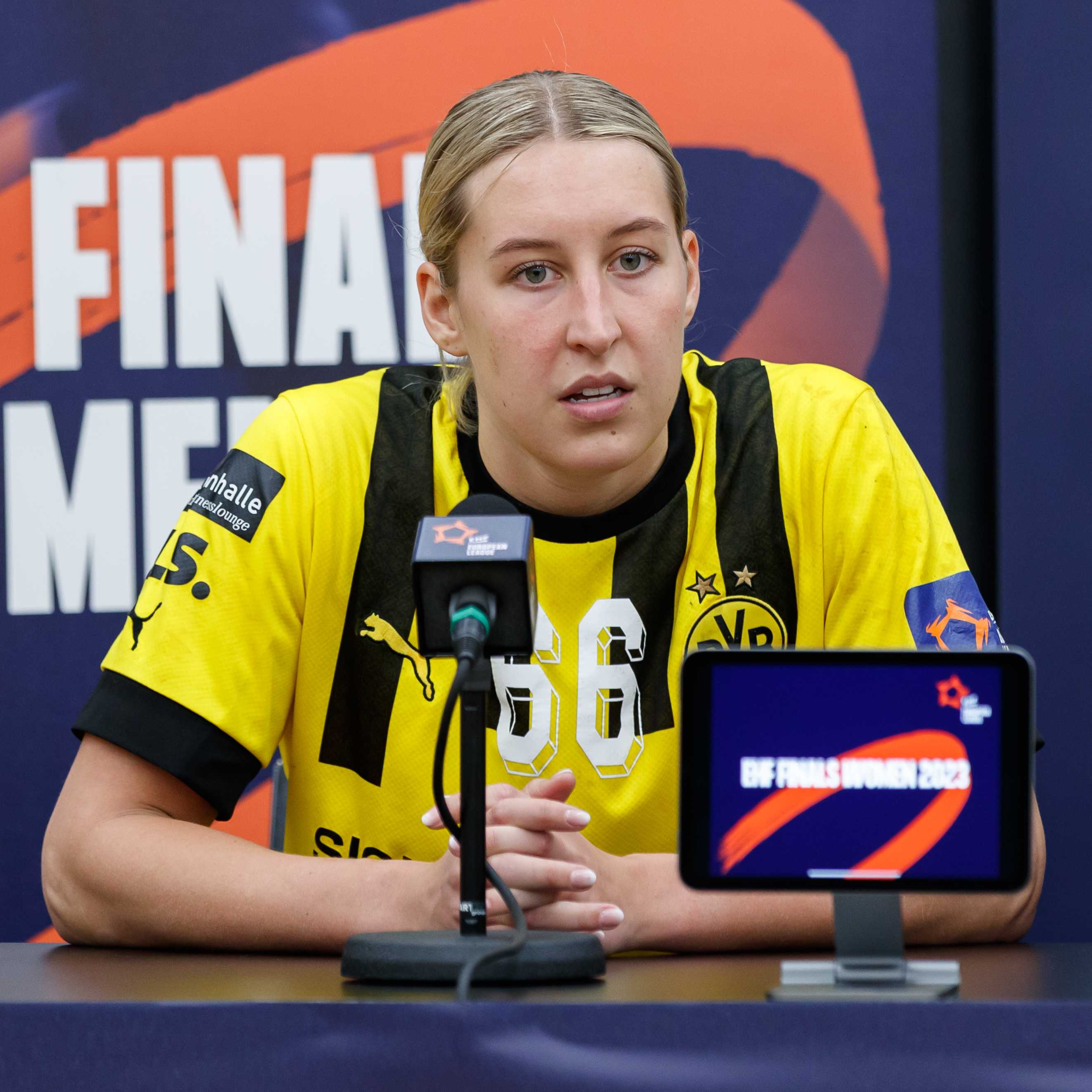
Dana Bleckmann (* 2001)

- Bleckmann, Daniel (* 1977), deutscher Schriftsteller
- Bleckmann, Frank (* 1967), deutscher Säbelfechter
- Bleckmann, Horst (* 1948), deutscher Zoologe und Neurobiologe
- Bleckmann, Johann H. A. (1826–1891), rheinländischer Unternehmer
- Bleckmann, Magda (* 1968), österreichische Politikerin (FPÖ, BZÖ), Abgeordneter zum Landtag Steiermark, Abgeordneter zum Nationalrat
- Bleckmann, Paula (* 1972), deutsche Medienpädagogin
- Bleckmann, Theo (* 1966), deutscher Jazzsänger
- Bleckmann, Wilhelm Christiaan Constant (1853–1942), niederländischer Kunstmaler, Illustrator und Zeichner
- Bleckner, Ross (* 1949), US-amerikanischer Maler und Grafiker
- Blecks, Daniel (1749–1835), deutscher Freischärler in den Freiheitskriegen
- Bleckur, Sofia (* 1984), schwedische Skilangläuferin
- Bleckwenn, Hans (1912–1990), deutscher Militärhistoriker
- Bleckwenn, Helga, deutsche Germanistin
- Bleckwenn, Markus (* 1976), deutscher Allgemeinmediziner
- Bleckwenn, Wilhelm (1906–1989), deutscher Heeres- und Marineoffizier, zuletzt Generalmajor und Konteradmiral im Zweiten Weltkrieg
- Blécourt, Anne Siberdinus de (1873–1940), niederländischer Jurist und Rechtshistoriker
- Blecua Teijeiro, José Manuel (1913–2003), spanischer Romanist, Hispanist und Literaturwissenschaftler

### Bled
- Bled, Jean-Paul (* 1942), französischer Historiker
- Bleda, Herrscher der Hunnen, älterer Bruder Attilas
- Bleda, Mithat Şükrü (1874–1956), makedonischer Politiker (Jungtürken)
- Bleddyn ap Cynfyn († 1075), König der walisischen Fürstentümer Gwynedd und Powys
- Bleddyn, Oliver (* 2002), australischer Radrennfahrer
- Bledel, Alexis (* 1981), US-amerikanische Schauspielerin und FotomodellAlexis Bledel (* 1981)

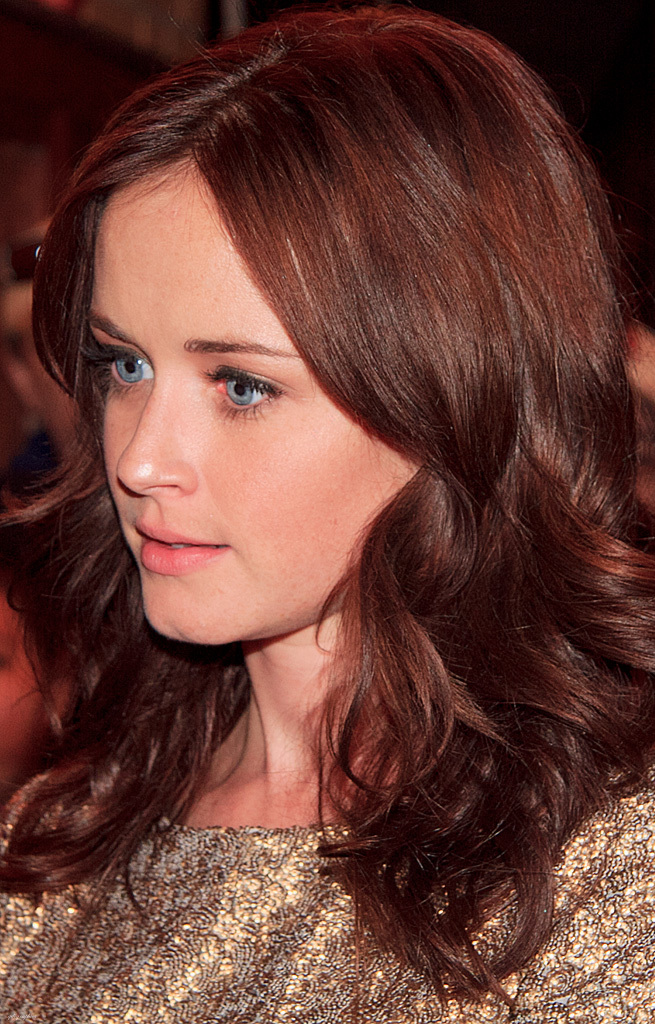
Alexis Bledel (* 1981)

- Bledman, Keston (* 1988), Sprinter aus Trinidad und Tobago
- Bledow, Ludwig (1795–1846), deutscher Schachspieler
- Błędowski, Jan (* 1954), polnischer Geiger, Komponist, Gründer und Leader der Rockband Krzak
- Bledsoe, Benjamin Franklin (1874–1938), US-amerikanischer Jurist
- Bledsoe, Drew (* 1972), US-amerikanischer American-Football-Spieler auf der Position des Quarterbacks
- Bledsoe, Eric (* 1989), US-amerikanischer Basketballspieler
- Bledsoe, Jesse (1776–1836), US-amerikanischer Jurist und Politiker (Demokratisch-Republikanische Partei)
- Bledsoe, Lucy Jane (* 1957), US-amerikanische Autorin
- Bledsoe, Tempestt (* 1973), US-amerikanische Schauspielerin
- Bledsoe, Woody (1921–1995), US-amerikanischer Mathematiker

### Blee
- Blee, Debra (* 1958), US-amerikanische Schauspielerin
- Bleeck, Anna Maria van, niederländische Schauspielerin
- Bleeck, Barbara van, niederländische Schauspielerin
- Bleeck, Elizabeth van, niederländische Schauspielerin
- Bleeck, Peter van († 1764), niederländischer Porträtmaler und Graveur
- Bleecker, Ann Eliza (1752–1783), US-amerikanische Autorin, Dichterin und Korrespondentin
- Bleecker, David (1948–2016), US-amerikanischer Mathematiker
- Bleecker, Harmanus (1779–1849), US-amerikanischer Jurist und Politiker
- Bleek, Dorothea (1873–1948), deutsch-südafrikanische Sprachwissenschaftlerin
- Bleek, Friedrich (1793–1859), deutscher Theologe
- Bleek, Karl Theodor (1898–1969), deutscher Politiker (FDP), MdL
- Bleek, Memphis (* 1978), US-amerikanischer Rapper
- Bleek, Philipp (1878–1948), deutscher evangelischer Geistlicher und Widerstandskämpfer gegen den Nationalsozialismus
- Bleek, Rainer (* 1954), deutscher Kommunalpolitiker (SPD), Bürgermeister
- Bleek, Theodor (1833–1905), westfälischer Kommunalpolitiker, Oberbürgermeister von Minden
- Bleek, Wilhelm (1827–1875), deutscher Sprachwissenschaftler
- Bleek, Wilhelm (* 1940), deutscher Politologe
- Bleeke-Ehret, Marianne (1933–2005), deutsche Bildhauerin
- Bleekemolen, Jeroen (* 1981), niederländischer Rennfahrer
- Bleekemolen, Michael (* 1949), niederländischer Rennfahrer
- Bleekemolen, Sebastiaan (* 1978), niederländischer Rennfahrer
- Bleeker, Andreas (1931–2019), deutscher Künstler
- Bleeker, Bernhard (1881–1968), deutscher BildhauerBernhard Bleeker (1881–1968)

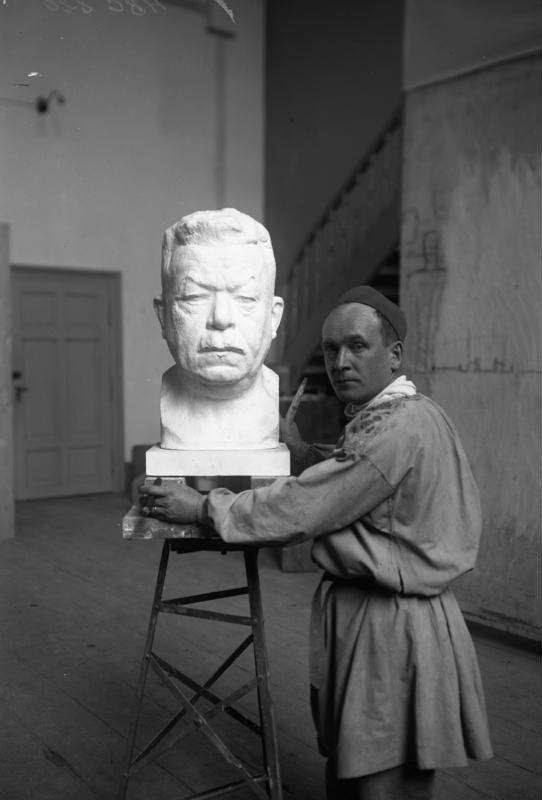
Bernhard Bleeker (1881–1968)

- Bleeker, Cäcilie (1798–1888), deutsche Ehrenbürgerin und Wohltäterin
- Bleeker, Heinrich Johannes (1850–1914), deutscher Kapitän
- Bleeker, Henrik Joesten (1869–1930), deutsch-britischer Maler und Restaurator
- Bleeker, Horst (1938–2023), deutscher Schwimmer
- Bleeker, Maria Anna (1885–1918), niederländische Malerin
- Bleeker, Pieter (1819–1878), niederländischer Arzt und Ichthyologe
- Bleekrode, Meijer (1896–1943), niederländischer Grafiker, Karikaturist, Maler, Designer, Radierer und Lithograph
- Blees, Frank (* 1959), deutscher Opernsänger (Bassbariton)
- Bleese, Dirk (* 1968), deutscher Jazzmusiker (Piano) und Komponist
- Bleeth, Yasmine (* 1968), US-amerikanische Schauspielerin

### Blef
- Bléfari, Rosario (1965–2020), argentinische Filmschauspielerin, Sängerin und Produzentin

### Bleg
- Blega, Ștefan (* 1998), rumänischer Skispringer
- Blegen, Carl (1887–1971), US-amerikanischer Klassischer Archäologe
- Blegvad, Harald (1886–1951), dänischer Zoologe und Fischereibiologe
- Blegvad, Lenore (1926–2008), US-amerikanische Autorin von Kinderliteratur
- Blegvad, Peter (* 1951), US-amerikanischer Musiker, Singer-Songwriter und Cartoonist

### Bleh
- Bleher, Heiko (1944–2025), deutscher Abenteurer und Ichthyologe
- Bleher, Pavel (* 1947), russisch-US-amerikanischer Physiker und Wahrscheinlichkeitstheoretiker
- Blehm, Paweł (* 1980), polnischer Schachgroßmeister
- Blehr, Otto Albert (1847–1927), norwegischer Jurist und liberaler Politiker, Mitglied des Storting
- Blehr, Randi (1851–1928), norwegische Frauenrechtlerin, Pazifistin und liberale Politikerin

### Blei
- Blei, Alexander, deutscher Hochschuldozent und Autor
- Blei, Dagmar (* 1940), deutsche Linguistin und Hochschullehrerin
- Blei, David, US-amerikanischer Informatiker
- Blei, Ernst (* 1895), deutscher Politiker (NSDAP), MdL
- Blei, Franz (1871–1942), österreichischer Schriftsteller, Übersetzer und LiteraturkritikerFranz Blei (1871–1942)

Franz Blei (1871–1942)

- Blei, Hermann (1929–1999), deutscher Strafrechtswissenschaftler
- Blei, Romuald (1882–1976), deutscher Kommunalpolitiker
- Blei, Sibylla (1897–1962), österreichische Schauspielerin, Model, Übersetzerin und Keramikerin
- Bleibaum, Friedrich (1885–1974), deutscher Kunsthistoriker und Denkmalpfleger
- Bleibel, Johann (1832–1880), deutscher Fotograf
- Bleibel, Wolfgang (* 1955), deutscher Jazz-Altsaxophonist
- Bleiber, Helmut (1928–2007), deutscher Historiker und Hochschullehrer
- Bleiber, Waltraut (* 1926), deutsche Mittelalterhistorikerin
- Bleiberg, Miron (* 1955), israelisch-australischer Fußballtrainer
- Bleibinhaus, Johann Adam (1680–1749), Eichstätter Domkapellmeister
- Bleibler, Sonja (* 1977), deutsche Fußballspielerin
- Bleibtreu, Abraham (1775–1852), deutscher Bergbauunternehmer und Bergmeister
- Bleibtreu, Amalie (1835–1917), österreichische Theaterschauspielerin
- Bleibtreu, Erika (* 1940), österreichische Vorderasiatische Archäologin
- Bleibtreu, Georg (1828–1892), deutscher Maler
- Bleibtreu, Hedwig (1868–1958), österreichische Theater- und Filmschauspielerin
- Bleibtreu, Hermann (1821–1881), deutscher Chemiker
- Bleibtreu, Hermann (1889–1977), deutscher Hochschullehrer für Maschinenbau
- Bleibtreu, Karl (1859–1928), deutscher Schriftsteller
- Bleibtreu, Leopold (1777–1839), deutscher Bergmeister
- Bleibtreu, Leopold Carl (1796–1865), deutscher Mathematiker und Hochschullehrer
- Bleibtreu, Ludwig Otto (1752–1820), deutscher Kaufmann und Unternehmer in Braunschweig
- Bleibtreu, Max (1861–1939), deutscher Physiologe, Hochschullehrer in Greifswald
- Bleibtreu, Maximiliane (1870–1923), österreichische Theaterschauspielerin
- Bleibtreu, Monica (1944–2009), österreichische SchauspielerinMonica Bleibtreu (1944–2009)

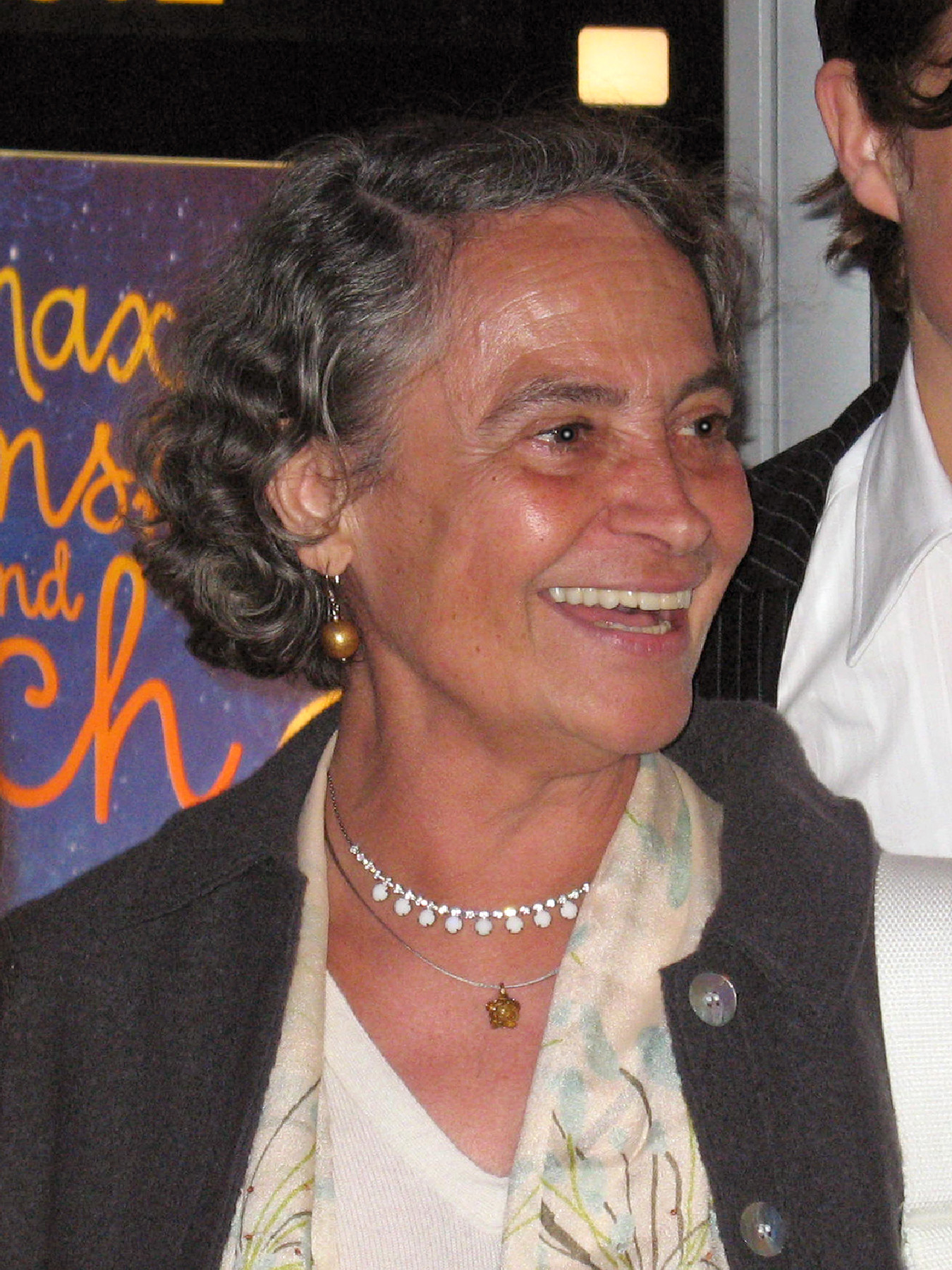
Monica Bleibtreu (1944–2009)

- Bleibtreu, Moritz (* 1971), deutscher SchauspielerMoritz Bleibtreu (* 1971)

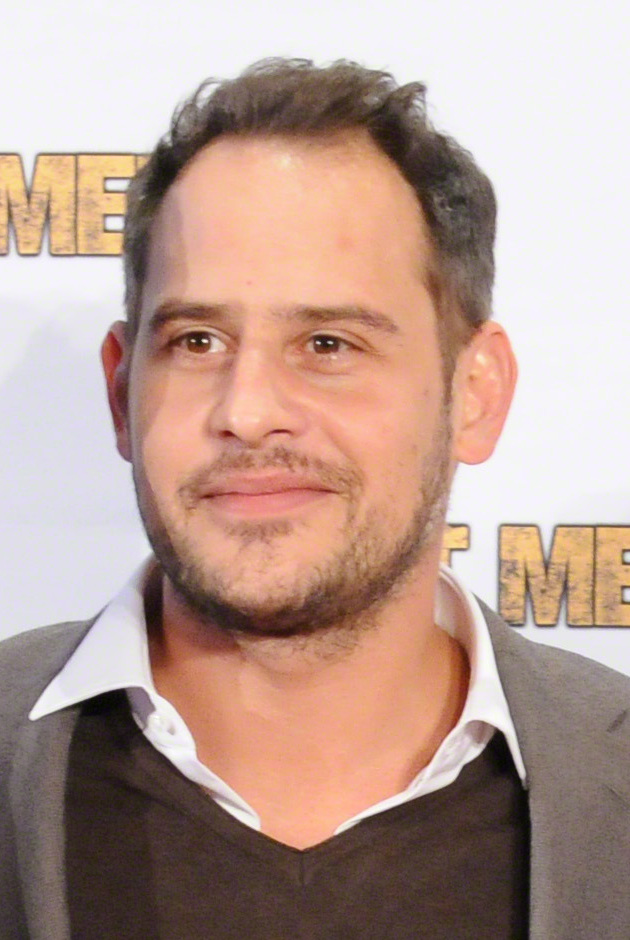
Moritz Bleibtreu (* 1971)

- Bleibtreu, Otto (1904–1959), deutscher Jurist und Verwaltungsbeamter
- Bleibtreu, Renate (* 1942), österreichische Übersetzerin und Schauspielerin
- Bleibtreu, Renato Attilio (1893–1964), österreichischer Schriftsteller, Theaterautor und -direktor
- Bleibtreu, Sigmund (1819–1894), österreichischer Theaterschauspieler, Offizier und Maler
- Bleibtreu-Ehrenberg, Gisela (1929–2025), deutsche Soziologin
- Bleibtrey, Ethelda (1902–1978), US-amerikanische Schwimmerin
- Bleich, Friedrich (1878–1950), österreichischer Bauingenieur
- Bleich, Hans H. (1909–1995), US-amerikanischer Ingenieur
- Bleich, Markus (* 1964), deutscher Mediziner und Hochschullehrer
- Bleicher, Andrea (* 1974), Schweizer Journalistin
- Bleicher, Gustave-Marie (1838–1901), französischer Militärarzt, Pharmazeut, Biologe und Geologe
- Bleicher, Heinrich (1861–1929), deutscher Kommunalbeamter und Statistiker
- Bleicher, Heinz M. (1923–2005), deutscher Verleger
- Bleicher, Helena (* 1998), deutsches Model
- Bleicher, Hubert, deutscher Bergsteiger
- Bleicher, Joan Kristin (* 1960), deutsche Medienwissenschaftlerin und Hochschullehrerin
- Bleicher, Knut (1929–2017), deutscher Wirtschaftswissenschaftler
- Bleicher, Marcus (* 1967), deutscher Eishockeyspieler und -trainer
- Bleicher, Stefan Johannes (* 1962), deutscher Organist und Hochschullehrer
- Bleicher, Wilhelm (1940–2016), deutscher Heimatkundler und Autor
- Bleicher, Willi (1907–1981), deutscher Gewerkschafter; IG-Metall-Bezirksleiter
- Bleicher-Woth, Nathalie (* 1996), deutsch-rumänische Laiendarstellerin
- Bleichert, Adolf (1845–1901), deutscher Seilbahnpionier
- Bleichert, Max von (1875–1947), deutscher Großindustrieller und Kunstsammler
- Bleichert, Paul von (1877–1938), deutscher Großindustrieller und Kunstsammler
- Bleichröder, Ellie von (1894–1989), deutsche Tochter von James und Harriet von Bleichröder
- Bleichröder, Fritz (1875–1938), deutscher Arzt
- Bleichröder, Georg von (1857–1902), deutscher Bankier
- Bleichröder, Gerson von (1822–1893), deutscher BankierGerson von Bleichröder (1822–1893)

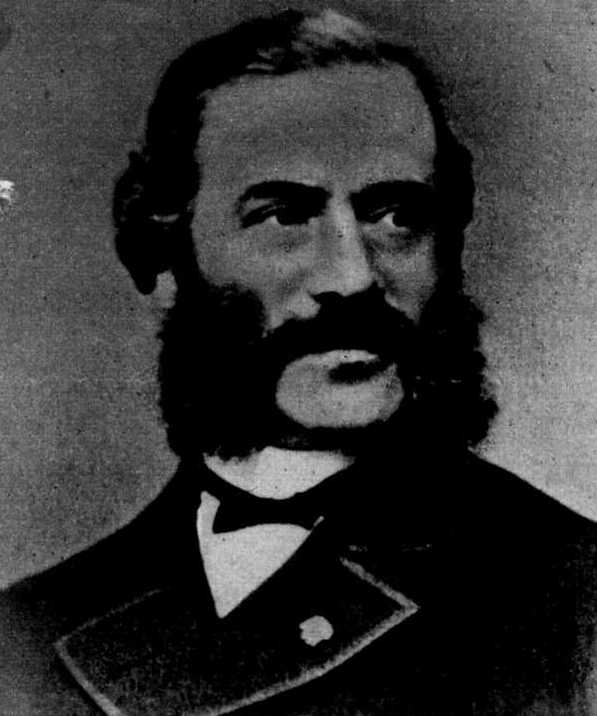
Gerson von Bleichröder (1822–1893)

- Bleichröder, James von (1859–1937), deutscher Bankier
- Bleichröder, Julius (1828–1907), deutscher Bankier
- Bleichröder, Samuel (1779–1855), Bankier
- Bleichrodt, Heinrich (1909–1977), deutscher KorvettenkapitänHeinrich Bleichrodt (1909–1977)

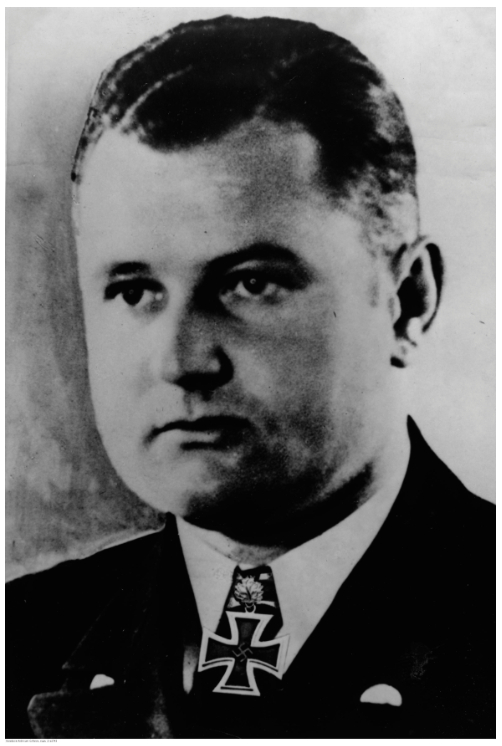
Heinrich Bleichrodt (1909–1977)

- Bleichroth, Wolfgang (1923–2014), deutscher Fachdidaktiker und Hochschullehrer
- Bleichsteiner, Anton (1879–1963), österreichischer Maler
- Bleichsteiner, Robert (1891–1954), österreichischer Ethnologe
- Bleick, Alexander (* 1962), deutscher Sportjournalist
- Bleicken, Bleick Matthias (1835–1900), deutscher Politiker und Bürgermeister von Ottensen
- Bleicken, Bleicke (1898–1973), deutscher Pädagoge, Bürgermeister von Kampen (Sylt) und Fotograf
- Bleicken, Jochen (1926–2005), deutscher Historiker
- Bleicken, Matthias (1822–1883), deutscher Lokalpolitiker
- Bleicken, Max (1869–1959), deutscher Politiker (DDP), MdHB und Bürgermeister von Cuxhaven
- Bleicker, Joachim (* 1958), deutscher Diplomat
- Bleicker, Walter (1909–2000), deutscher Krankenhausleiter, Geschäftsführender Vorstand der Elisabeth-Stiftung
- Bleidelis, Imants (* 1975), lettischer Fußballspieler
- Bleidick, Hartwig (* 1944), deutscher Fußballspieler
- Bleidorn, Christoph (* 1974), deutscher Biologe, Zoologe, Hochschullehrer und Museumsleiter
- Bleidorn, Gerd (* 1958), deutscher Sledge-Eishockeyspieler
- Bleidorn, Jobst, deutscher Bildhauer
- Bleidorn, Johann Gottlieb (1749–1792), Pächter des Welschen Garten, später Park an der Ilm
- Bleidorn, Rudolf (1864–1937), deutscher General der Artillerie
- Bleiel, Karl-Heinz (1934–2008), deutscher Brigadegeneral des Heeres der Bundeswehr
- Bleier, Bianka (* 1962), deutsche Buchhändlerin und Schriftstellerin
- Bleier, Helmut (1934–1982), deutscher Skispringer
- Bleier, Oswald (1889–1936), deutscher Politiker (KPD) und MdL Sachsen
- Bleier, Ruth (1923–1988), US-amerikanische Medizinerin, Aktivistin und Hochschullehrerin
- Bleier, Ulrike Anna (* 1968), deutsche Schriftstellerin und Journalistin
- Bleier, Wolfgang (* 1965), österreichischer Schriftsteller
- Bleifer, John (1901–1992), polnisch-US-amerikanischer Schauspieler
- Bleijenberg, Wim (1930–2016), niederländischer Fußballspieler
- Bleijs, Adrianus (1842–1912), niederländischer Architekt
- Bleiker, Heinrich (1884–1975), Schweizer Maler (Naive Kunst)
- Bleiker, Niklaus (* 1953), Schweizer Politiker, Landammann von Obwalden
- Bleiker, Ulrich (1914–1994), Schweizer Plastiker und Objektkünstler (Naive Kunst)
- Bleikolm, Anton (1850–1931), österreichischer Politiker
- Bleiler, Everett Franklin (1920–2010), amerikanischer Herausgeber, Bibliograph, Kritiker und Literaturwissenschaftler
- Bleiler, Gretchen (* 1981), US-amerikanische Snowboarderin
- Bleiming, Christian (* 1960), deutscher Boogie-Woogie-Pianist
- Bleimüller, Gerhard (1948–2024), deutscher Apotheker und Sanitätsoffizier
- Bleiner, Werner (* 1946), österreichischer Skirennläufer
- Bleines, Kurt (1894–1957), deutscher Berufsoffizier und Filmemacher
- Bleines, Walter (1914–1974), deutscher Wasserbauingenieur und Hochschullehrer
- Bleis, Martina (* 1972), deutsche Managerin im Bereich Film
- Bleisch Bouzar, Petra (* 1972), Schweizer Religionswissenschaftlerin
- Bleisch, Barbara (* 1973), Schweizer Philosophin, Moderatorin, Autorin, Herausgeberin und Journalistin
- Bleisch, Ernst Günther (1914–2003), deutscher Lyriker
- Bleisch, Hanspeter (* 1945), Schweizer Puppenspieler
- Bleisch-Imhof, Ursula (* 1942), Schweizer Puppenspielerin und Theaterleiterin
- Bleiß, Paul (1904–1996), deutscher Politiker (SPD), MdB
- Bleissem, Willy (1885–1964), deutscher Kaufmann und als Autohändler ein Pionier in Deutschland
- Bleistein, Clemens (* 1990), deutscher Mittel- und Langstreckenläufer
- Bleistein, Roman (1928–2000), deutscher Jesuit und Pädagoge
- Bleisteiner, Annegret (* 1968), deutsche Künstlerin
- Bleive, Johannes (1909–1991), estnischer Komponist
- Bleive, Michael (1873–1919), russisch-orthodoxer Priester und Märtyrer
- Bleiweis, Janez (1808–1881), Politiker, Journalist, Tierarzt
- Bleiweiß, Celino (* 1937), deutscher Regisseur und Drehbuchautor
- Bleiweiß, Fritz (1911–1989), deutscher Leichtathlet
- Bleiweiß, Ina (* 1968), deutsche Schauspielerin
- Bleiwerk, Armin (* 1974), österreichischer Fußballspieler und Trainer
- Bleiziffer, Anton (* 1950), donauschwäbischer Musikethnologe, Musiker und Schallarchivar

### Blek
- Blek le Rat (* 1951), französischer Künstler, gilt als erster Stencil-Künstler im öffentlichen RaumBlek le Rat (* 1951)

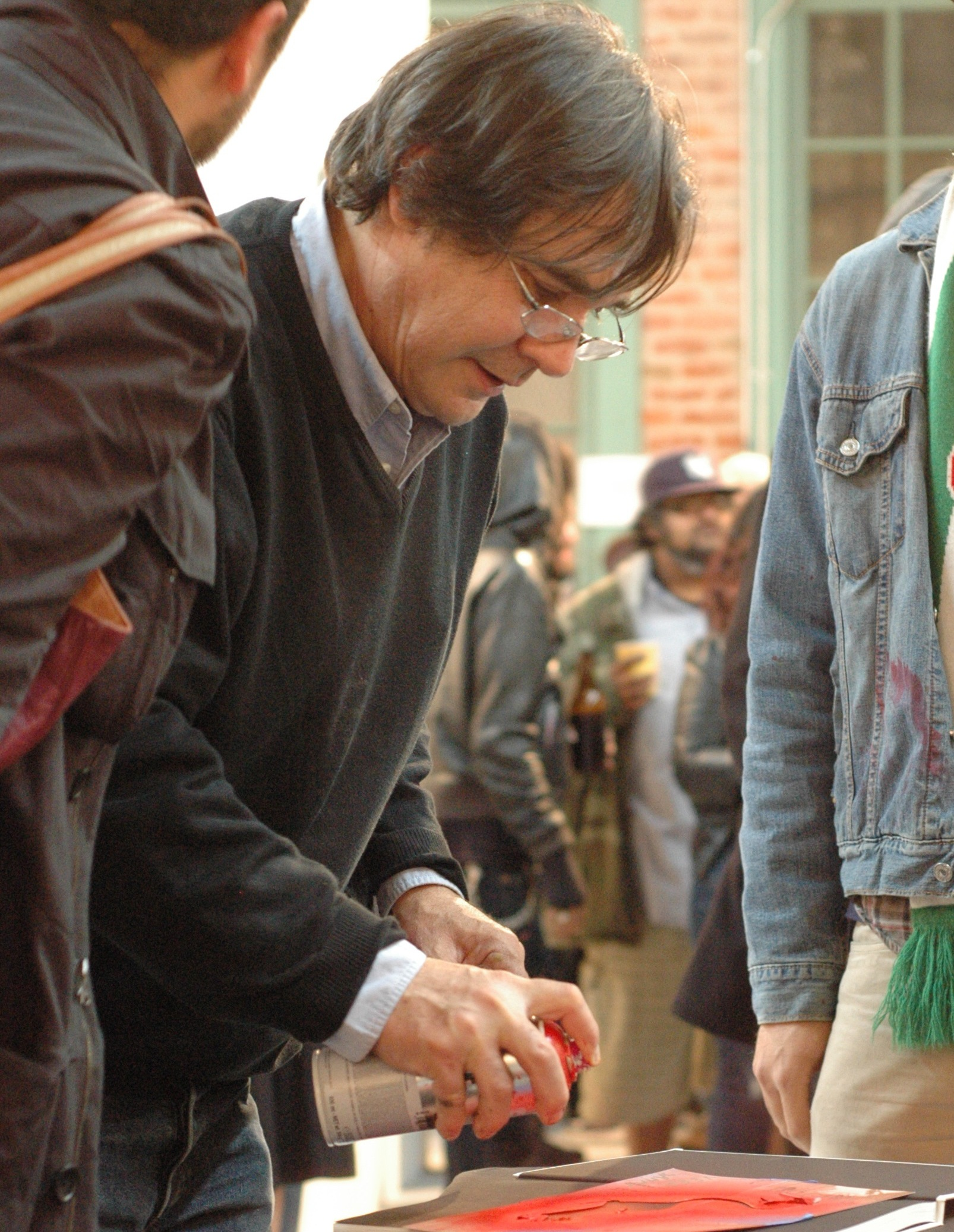
Blek le Rat (* 1951)

- Blekaitis, Vidas (* 1972), litauischer Strongman
- Blekastad, Milada (1917–2003), tschechisch-norwegische Literaturhistorikerin, Übersetzerin, Kulturschaffende und Staatsstipendiatin
- Blekemolen, Cor (1894–1972), niederländischer Radrennfahrer
- Bleken, Abelke († 1583), deutsche Frau, aufgrund des Vorwurfs der Hexerei verbrannt
- Bleker, Gerrit († 1656), niederländischer Maler
- Bleker, Henk (* 1953), niederländischer Politiker
- Bleker, Johanna (* 1940), deutsche Medizinhistorikerin
- Bleker, Lars (* 1994), deutscher Fußballspieler
- Bleker, Marcus (* 1973), deutscher American-Football-Spieler

### Blel
- Blell, Carl (1838–1914), deutscher Großhandelskaufmann und liberaler Abgeordneter
- Blell, Frieda (1874–1951), deutsche Landschaftsmalerin
- Blell, Gabriele (* 1957), deutsche Anglistin, Fremdsprachdidaktikerin und Hochschullehrerin
- Blell, Theodor Joseph (1827–1902), deutscher Politiker, MdR

### Blem
- Blémont, Émile (1839–1927), französischer Lyriker, Dramatiker und Übersetzer
- Blémur, Jacqueline Bouette de (1618–1696), französische Benediktinerin und Ordenshistorikerin

### Blen
- Blenck, Emil (1832–1911), deutscher Statistiker
- Blencke, August (1868–1937), deutscher Orthopäde und Hochschullehrer
- Blencke, Bernhard (1903–1979), deutscher Orthopäde und Hochschullehrer
- Blencke, Erna (1896–1991), deutsche Pädagogin, Widerstandskämpferin und Emigrantin
- Blencke, Oskar (1848–1901), deutscher Theaterschauspieler
- Blenckers, Lynn (* 1994), niederländische Volleyballspielerin
- Blendeman, Richard (1921–2004), belgischer Radrennfahrer
- Blender, Johannes (1903–1957), deutscher SED-Funktionär und Betriebsleiter
- Blender, Walter (* 1963), deutscher Polizist
- Blendermann, Hans (* 1906), deutscher Kommunalpolitiker
- Blendermann, Jakob (1783–1862), deutscher Pädagoge
- Blendermann, Otto (1879–1944), deutscher Architekt
- Blendinger, Günter (* 1945), deutscher Maler und Grafiker
- Blendinger, Heinrich (1881–1957), deutscher Schulleiter
- Blendinger, Herbert (1936–2020), österreichisch-deutscher Komponist und Bratschist
- Blendinger, Wolfgang (* 1955), deutscher Geologe, Professor für Erdölgeologie
- Blendl, Annika (* 1982), deutsche Schauspielerin und Regisseurin sowie Filmproduzentin
- Blendl, Mareile (* 1976), deutsche Schauspielerin
- Blenk, Erna Yoshida (1913–1996), Schweizer Malerin, Zeichnerin und Grafikerin
- Blenk, Gustav (1892–1977), österreichischer Bibliothekar, Historiker und Gewerkschafter
- Blenk, Hermann (1901–1995), deutscher Physiker, Luftfahrtingenieur und Hochschullehrer
- Blenk, Jakob Hubert (1856–1917), Erzbischof von New Orleans und Bischof von Puerto Rico
- Blenk, Wolfgang (1926–1996), österreichischer Politiker (ÖVP), Nationalratsabgeordneter und Mitglied der Parlamentarischen Versammlung des Europarates
- Blenkarne, Mark (* 1957), britischer Bogenschütze
- Blenke, Heinz (1920–1996), deutscher Ingenieur und Hochschullehrer
- Blenke, Thomas (* 1960), deutscher Politiker (CDU), MdL
- Blenker, Elise (1824–1908), deutsche Revolutionärin
- Blenker, Ludwig (1812–1863), deutscher Militär und US-amerikanischer General
- Blenkin, Samuel (* 1996), britischer SchauspielerSamuel Blenkin (* 1996)

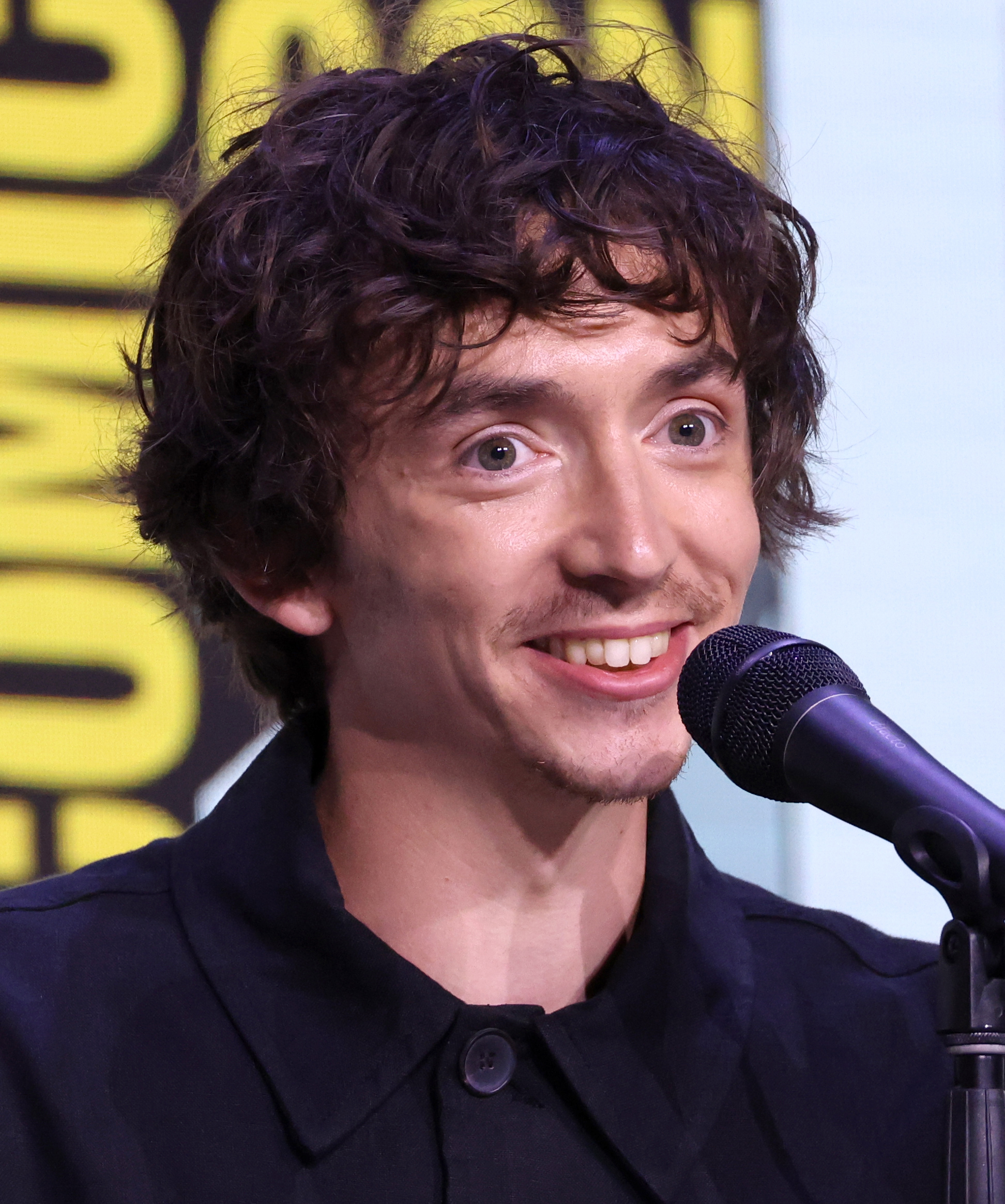
Samuel Blenkin (* 1996)

- Blenkinsop, Arthur (1911–1979), englischer Politiker (Labour), Mitglied des britischen Parlaments
- Blenkinsop, Christopher (* 1963), deutscher Musiker und Produzent
- Blenkinsop, Ernie (1902–1969), englischer Fußballspieler
- Blenkinsop, John (1783–1831), englischer Grubenbetriebsleiter und Bergingenieur und Erfinder der Zahnradbahn
- Blenkinsop, Philip (* 1965), australischer Fotograf
- Blenkinsopp, Joseph (1927–2022), britisch-amerikanischer Theologe, Hochschullehrer
- Blenkiron, Florence (1904–1991), britische Motorradrennfahrerin und Weltreisende
- Blenkle, Conrad (1901–1943), deutscher Politiker (KPD), MdR und Widerstandskämpfer gegen den Nationalsozialismus
- Blenkle, Regina (* 1961), deutsche Politikerin (PDS), MdL
- Blenkov, Sebastian (* 1972), dänischer Kameramann
- Blenner, Serge (* 1955), französischer Elektronik-Musiker
- Blennerhassett, Charlotte Lady (1843–1917), deutsche Schriftstellerin
- Blens, Heribert (1936–2025), deutscher Politiker (CDU), MdB
- Blensdorf, Charlotte (1901–1999), deutsche Rhythmikerin
- Blensdorf, Otto (1871–1947), deutscher Rhythmiker
- Błeńska, Wanda (1911–2014), polnische Ärztin und Missionarin
- Blenzig, Charles (* 1958), US-amerikanischer Jazzmusiker

### Bleo
- Bleonț, Claudiu (* 1959), deutsch-rumänischer Theater- und Filmschauspieler und Autor

### Blep
- Blepp, August (1885–1949), deutscher Kirchenmaler

### Bler
- Blériot, Louis (1872–1936), französischer LuftfahrtpionierLouis Blériot (1872–1936)

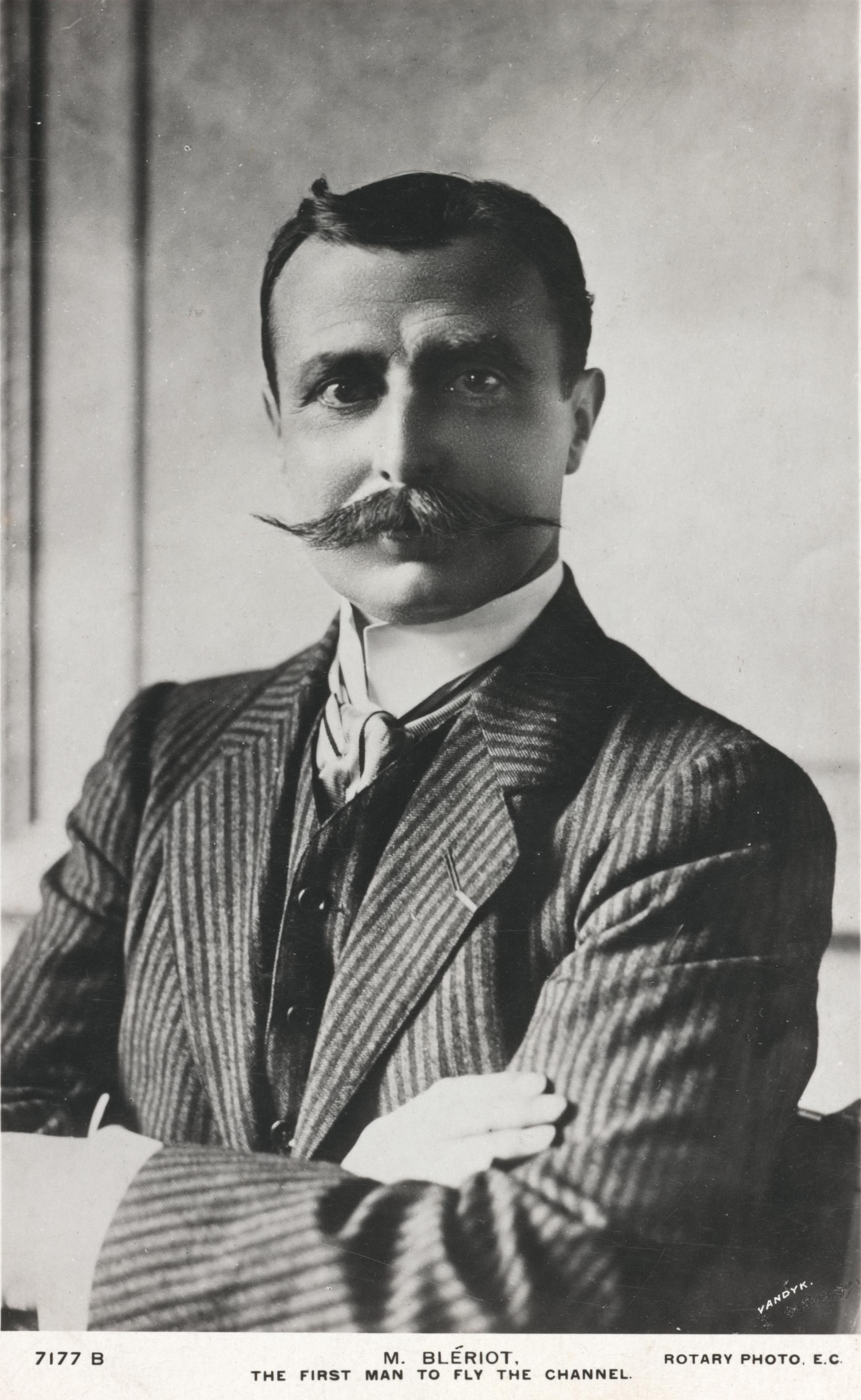
Louis Blériot (1872–1936)

- Blerk, Bok Van (* 1978), südafrikanischer Sänger
- Blero (* 1978), kosovarischer R&B-Sänger und Tänzer
- Blersch, Eugen (1906–1943), deutscher Radballspieler
- Bléry, Eugène (1805–1887), französischer Malerradierer

### Bles
- Bles, David (1821–1899), niederländischer Genremaler, Aquarellist, Radierer und Lithograf
- Bles, Herri met de, niederländischer Landschaftsmaler
- Blesch, Josephine (1886–1981), deutsche Ministerialbeamtin, Außenpolitik-Expertin und Publizistin
- Bleschamp, Alexandrine de (1778–1855), zweite Ehefrau Lucien Bonapartes und Prinzessin von Canino und Musignano
- Blesdijk, Nicolaas Meyndertsz van (1520–1584), niederländischer Vertreter der Täuferbewegung
- Blesendorf, Constantin Friedrich, deutscher Maler, Zeichner und Kupferstecher
- Blesendorf, Elisabeth (1677–1760), deutsche Sängerin und Malerin
- Blesendorf, Samuel († 1699), deutscher Miniaturporträtist, Zeichner, Kupferstecher, Emailmaler und Goldschmied
- Bléser, Jules (1897–1943), luxemburgischer römisch-katholischer Geistlicher und Märtyrer
- Bleser, Ludwig Josef (1810–1878), deutscher Arzt
- Bleser, Peter (* 1952), deutscher Politiker (CDU), MdL, MdB
- Bleser, Theo (1918–1974), deutscher Maler von Filmplakaten und Werbegrafiker
- Blesh, Rudi (1899–1985), US-amerikanischer Jazz-Autor
- Blesi, Hedwig (1869–1923), Schweizer Mundartschriftstellerin
- Blesinger, Johann Matthias (1675–1752), Bürgermeister der Stadt Bensheim
- Blesken, Andreas Heinrich (1874–1959), Lehrer, westfälischer Autor und Heimatforscher
- Blesken, Julia (* 1976), deutsche Schriftstellerin
- Bleskin, Manfred (1949–2014), deutscher Journalist und Fernsehmoderator
- Blesnizow, Hennadij (* 1941), sowjetisch-ukrainischer Stabhochspringer
- Bless, Astrid (1944–2009), deutsche Synchronsprecherin, Kabarettistin und Schauspielerin
- Bless, Heinrich (* 1962), deutscher Fußballspieler
- Bless, Markus (* 1963), österreichischer Musik- und Medienkünstler
- Bless, Noah (* 1968), US-amerikanischer Jazzmusiker (Posaune)
- Bless, Roland (* 1961), deutscher Musiker und SchlagzeugerRoland Bless (* 1961)

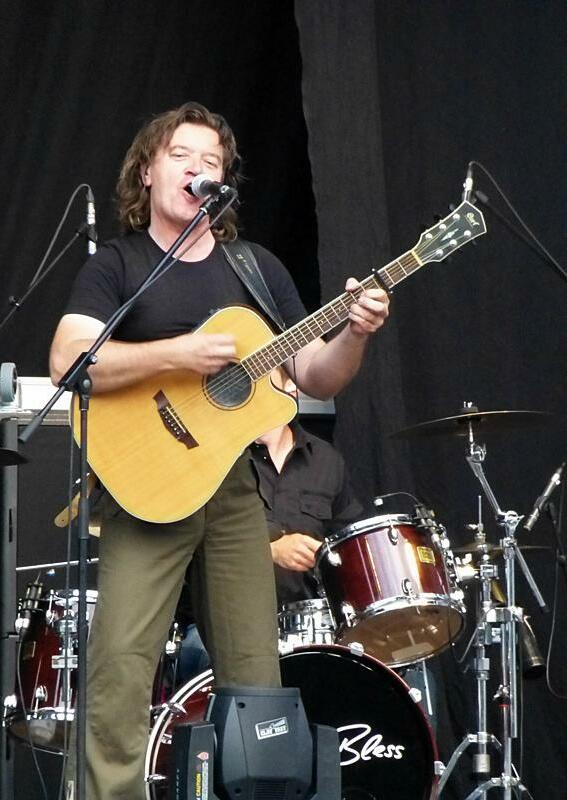
Roland Bless (* 1961)

- Blessed, Brian (* 1936), britischer SchauspielerBrian Blessed (* 1936)

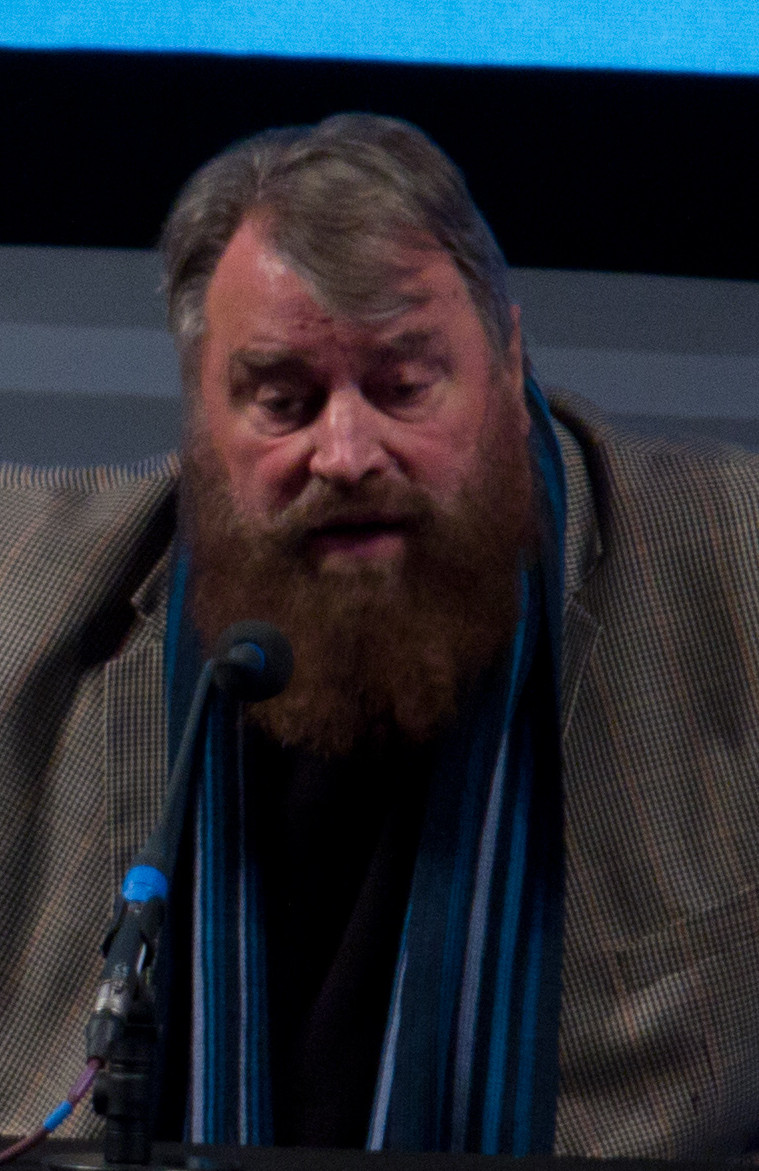
Brian Blessed (* 1936)

- Blessig, Alexander (* 1993), deutsch-kuwaitischer Basketballspieler
- Blessig, Johann Lorenz (1747–1816), deutscher Theologe, Professor für Philosophie und Theologie
- Blessin, Alexander (* 1973), deutscher Fußballspieler und -trainer
- Blessin, Stefan (* 1943), deutscher Germanist, Professor für deutsche Literatur und Sprache
- Blessing, Clara (* 1992), deutsche Oboistin
- Blessing, Donald (1905–2000), US-amerikanischer Ruderer
- Blessing, Dorothee (* 1967), deutsche Bankmanagerin
- Blessing, Frédéric Marie (1886–1962), niederländischer Ordensgeistlicher, römisch-katholischer Apostolischer Vikar von Bondo
- Blessing, Georg (1882–1941), deutscher Zahnarzt und Hochschullehrer
- Blessing, Karl (1900–1971), Präsident der Deutschen Bundesbank
- Blessing, Karl (1941–2005), deutscher Verleger
- Blessing, Karlheinz (* 1957), deutscher Manager
- Blessing, Klaus (* 1936), deutscher Politiker (SED) Autor
- Blessing, Mario (* 1992), deutscher Basketballspieler
- Blessing, Martin (* 1963), deutscher Bankmanager
- Blessing, Rolf (1929–2004), deutscher Fußballspieler
- Blessing, Werner (1931–1987), deutscher Bankmanager
- Blessing, Werner K. (* 1941), deutscher Historiker
- Blessinger, Karl (1888–1962), deutscher Dirigent, Komponist, Musikwissenschaftler
- Bleßingh, Axel von (1900–1986), deutscher Kapitän zur See
- Blessitt, Arthur (1940–2025), US-amerikanischer Evangelikaner und Wanderprediger
- Blessmann, Heinz (1927–2021), deutscher Ingenieur und Unternehmer
- Bleßmann, Hermann (1862–1919), deutscher Kommunalpolitiker
- Bleßmann, Johann Christoph (1760–1836), deutscher Revolutionär, Deputierter im Rheinisch-Deutschen Nationalkonvent der Mainzer Republik
- Blessmann, Karl (1909–1976), deutscher Kaufmann und Feldhockeyspieler
- Blessmann, Lilli (1918–2008), deutsche Kauffrau und Feldhockeyspielerin
- Blesson, Annette (1792–1882), deutsch-französische Miniaturmalerin
- Blesson, Johann Ludwig Urban (1790–1861), preußischer Militärschriftsteller
- Blessy, Monisha (* 1999), indische Schauspielerin
- Bleszinski, Cliff (* 1975), US-amerikanischer Computerspielentwickler

### Blet
- Bletcher, Billy (1894–1979), US-amerikanischer Schauspieler und Synchronsprecher
- Blethgen, Mathias, deutscher Fußballspieler
- Blethyn, Brenda (* 1946), britische SchauspielerinBrenda Blethyn (* 1946)

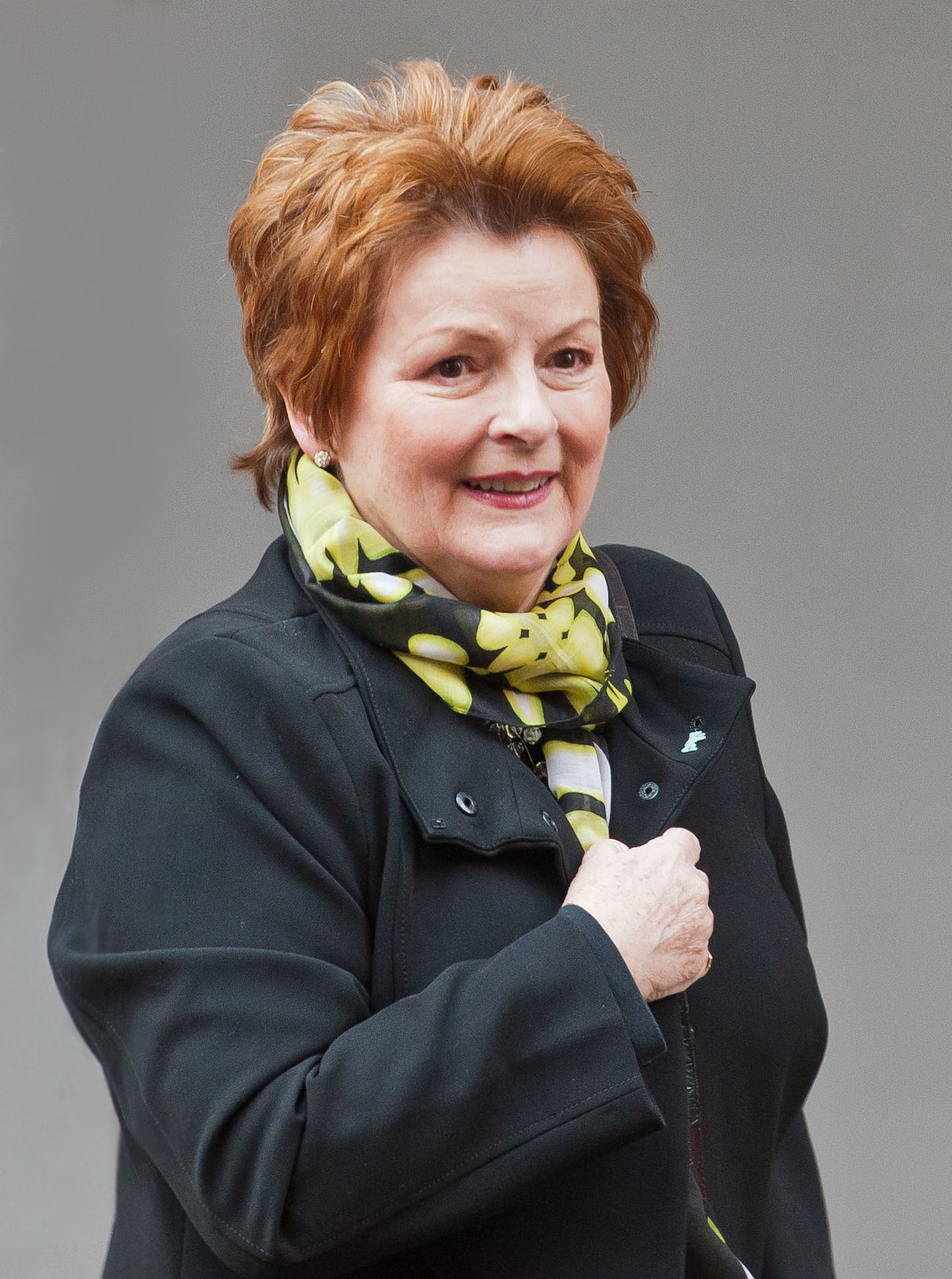
Brenda Blethyn (* 1946)

- Bletsch, Dietmar (* 1964), deutscher Fußballspieler und -trainer
- Bletschacher, Gerhard (* 1930), deutscher Politiker (CSU)
- Bletschacher, Richard (* 1936), deutscher Dramaturg und Autor
- Blettenberg, Aris Alexander (* 1994), deutsch-griechischer Pianist, Komponist und Dirigent
- Blettenberg, Detlef Bernd (* 1949), deutscher Schriftsteller
- Blettner, Angelika (* 1954), deutsche Juristin, ehemalige Richterin und Gerichtspräsidentin
- Blettner, Maria (* 1952), deutsche Medizinstatistikerin
- Bletzacher, Josef (1835–1895), österreichischer Opernsänger (Bass)
- Bletzer, Karsten (* 1970), deutscher Politiker (AfD)

### Bleu
- Bleu, Bunny (* 1964), US-amerikanische Pornodarstellerin
- Bleu, Corbin (* 1989), US-amerikanischer Schauspieler, Model, Tänzer und Sänger
- Bleuel, Adam (1846–1924), Abgeordneter des Provinziallandtages Hessen-Nassau, Bürgermeister in Hofbieber
- Bleuel, Hans Peter (1936–2023), deutscher Schriftsteller
- Bleuel, Nataly (* 1967), deutsche Journalistin und Autorin
- Bleuer, Rosmarie (1926–2021), Schweizer Skirennfahrerin
- Bleul, Ferdinand von (1806–1890), deutscher Unternehmer und preußischer Landrat
- Bleuland van Oordt, Adri (1862–1944), niederländische Malerin
- Bleuland van Oordt, Johanna (1865–1948), niederländische Malerin
- Bleuland, Jan (1756–1838), niederländischer Mediziner
- Bleuler, Anna Kathrin (* 1975), deutsch-schweizerische Schauspielerin und Literaturwissenschaftlerin
- Bleuler, Eugen (1857–1939), Schweizer PsychiaterEugen Bleuler (1857–1939)

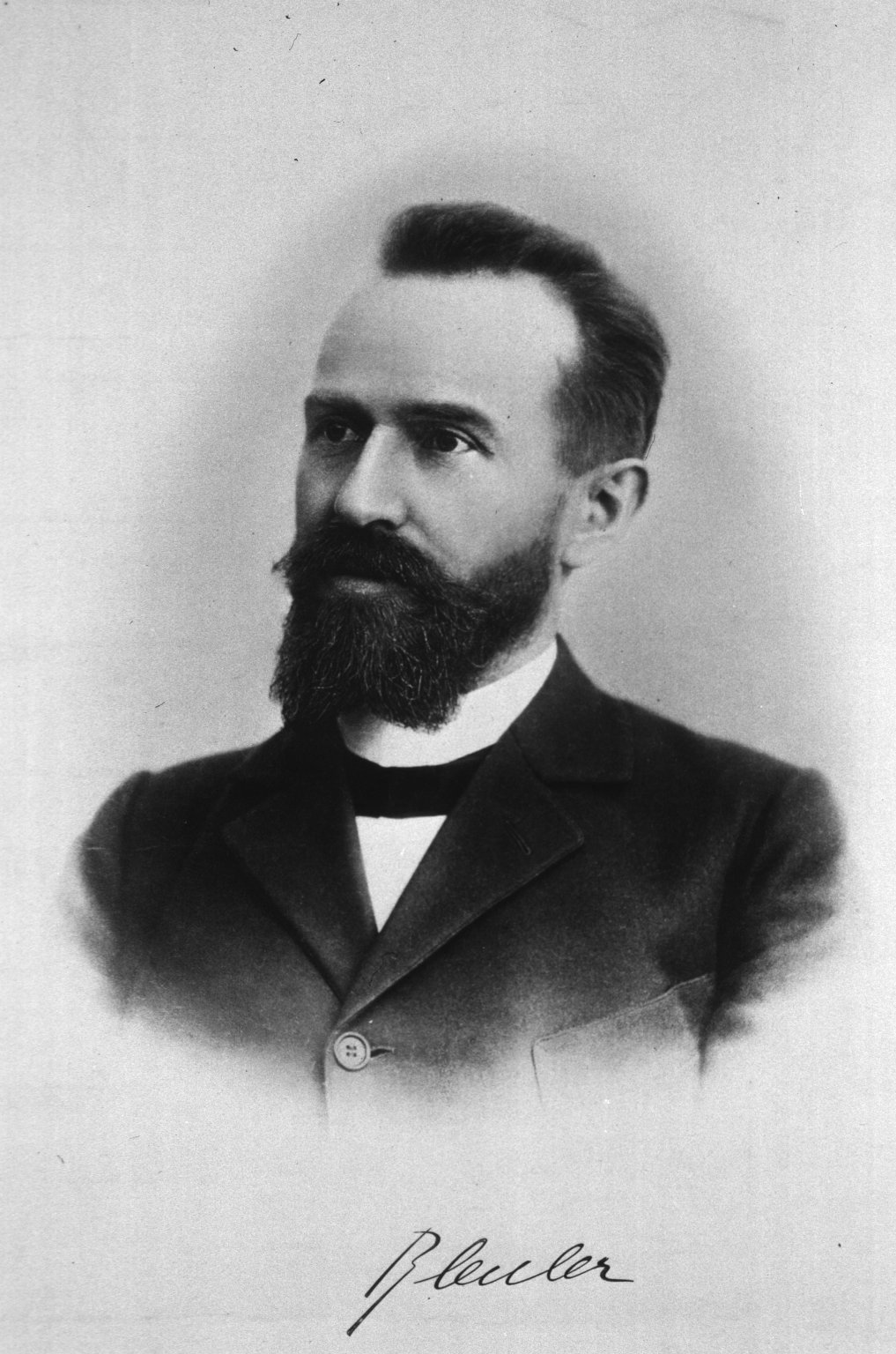
Eugen Bleuler (1857–1939)

- Bleuler, Hermann (1837–1912), Schweizer Maschineningenieur, Geschützkonstrukteur und Oberst
- Bleuler, Johann Heinrich der Ältere (1758–1823), Schweizer Maler und Kupferstecher
- Bleuler, Johann Heinrich der Jüngere (1787–1857), Schweizer Vedutenmaler und Verleger
- Bleuler, Johann Ludwig (1792–1850), Schweizer Verleger, Landschaftszeichner und Maler
- Bleuler, Konrad (1912–1992), Schweizer Physiker
- Bleuler, Manfred (1903–1994), Schweizer Psychiater
- Bleuler, Pauline (1852–1926), Schwester des Psychiaters Eugen Bleuler
- Bleuler, Salomon (1829–1886), Schweizer Politiker, Redakteur, Verleger und Theologe
- Bleuler, Werner (1886–1928), Schweizer Ökonom
- Bleuler-Hüni, Konrad (1847–1921), Schweizer Politiker (FDP)
- Bleuler-Waser, Hedwig (1869–1940), Schweizer Temperenzlerin
- Bleumer, Hartmut (* 1965), deutscher Philologe
- Bleunven, Jean-Luc (* 1958), französischer Politiker, Mitglied der Nationalversammlung
- Bleus, Guy (* 1950), belgischer Künstler
- Bleuse, Marc (* 1937), französischer Komponist und Musikpädagoge
- Bleustein-Blanchet, Marcel (1906–1996), französischer Werbefachmann
- Bleutge, Nico (* 1972), deutscher Lyriker, Essayist und LiteraturkritikerNico Bleutge (* 1972)

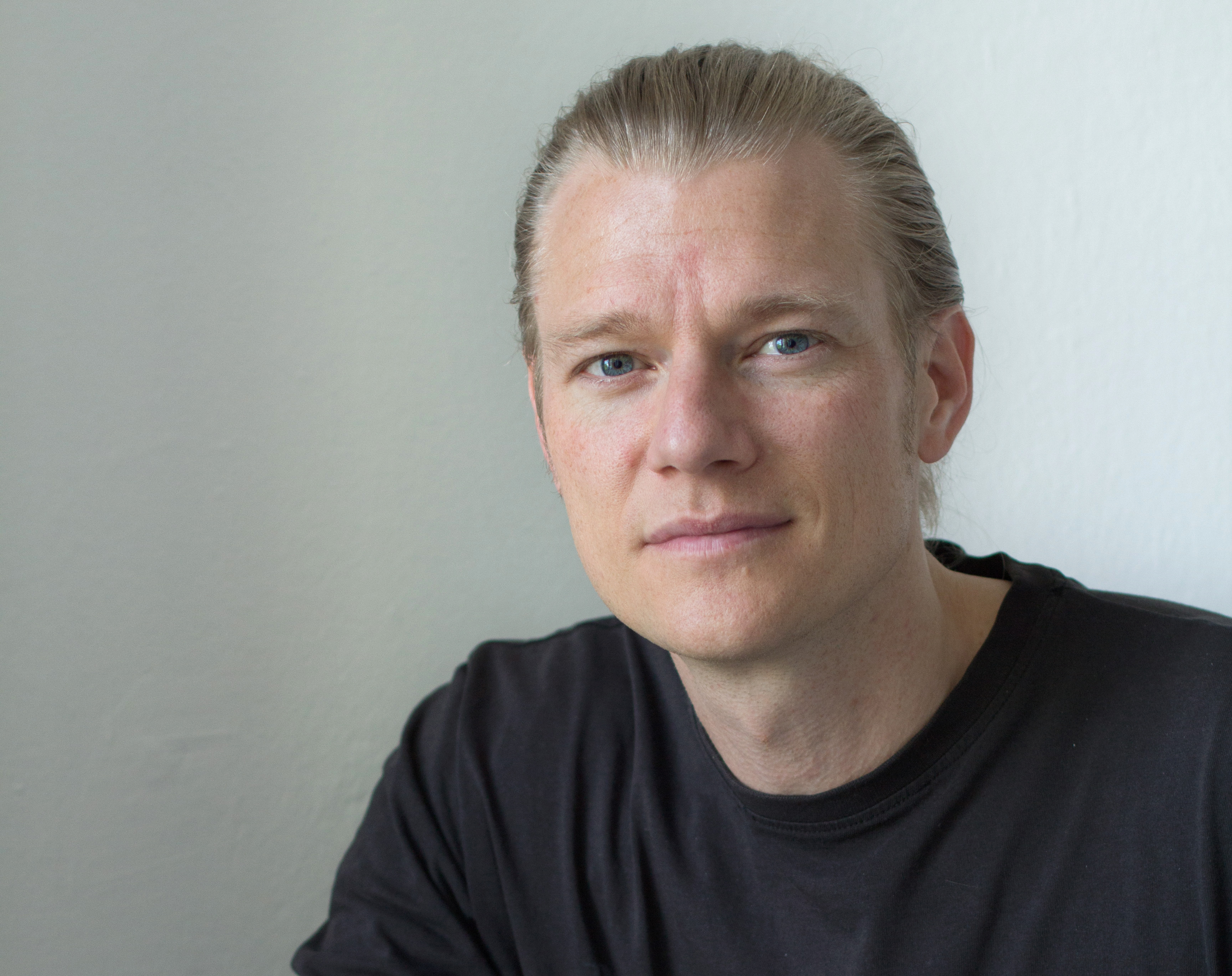
Nico Bleutge (* 1972)

### Blev
- Blevaitienė, Danguolė (* 1958), litauische Badmintonspielerin
- Bléville, Mathieu, französischer Glasmaler der Renaissance
- Blevins, Bret (* 1960), US-amerikanischer Comiczeichner, Maler und Storyboard
- Blevins, Christopher (* 1998), US-amerikanischer Radrennfahrer
- Blevins, Frank (1939–2013), australischer Politiker, Abgeordneter und Minister
- Blevins, Ronnie Gene (* 1977), US-amerikanischer Schauspieler

### Blew
- Blewett, Jean (1862–1934), kanadische Autorin und Journalistin
- Blewett, John (1910–2000), kanadischer Physiker
- Blewett, Neal (* 1933), australischer Politiker
- Blewitt, David E. (1928–2010), US-amerikanischer Filmeditor
- Blewitt, Joe (1895–1954), britischer Langstreckenläufer und Hindernisläufer
- Blewitt, John (* 1945), britischer Eisschnellläufer

### Blex
- Blex, Christian (* 1975), deutscher Politiker (AfD), MdL
- Blexbolex (* 1966), französischer Illustrator und Autor

### Bley
- Bley, Alois (1865–1904), deutscher Ordensbruder und Märtyrer
- Bley, Burkhard (* 1966), deutscher Kulturwissenschaftler, Landesbeauftragter für Mecklenburg-Vorpommern für die Aufarbeitung der SED-Diktatur
- Bley, Carl (1834–1909), deutscher Apotheker und Autor
- Bley, Carla (1936–2023), US-amerikanische Musikerin und KomponistinCarla Bley (1936–2023)

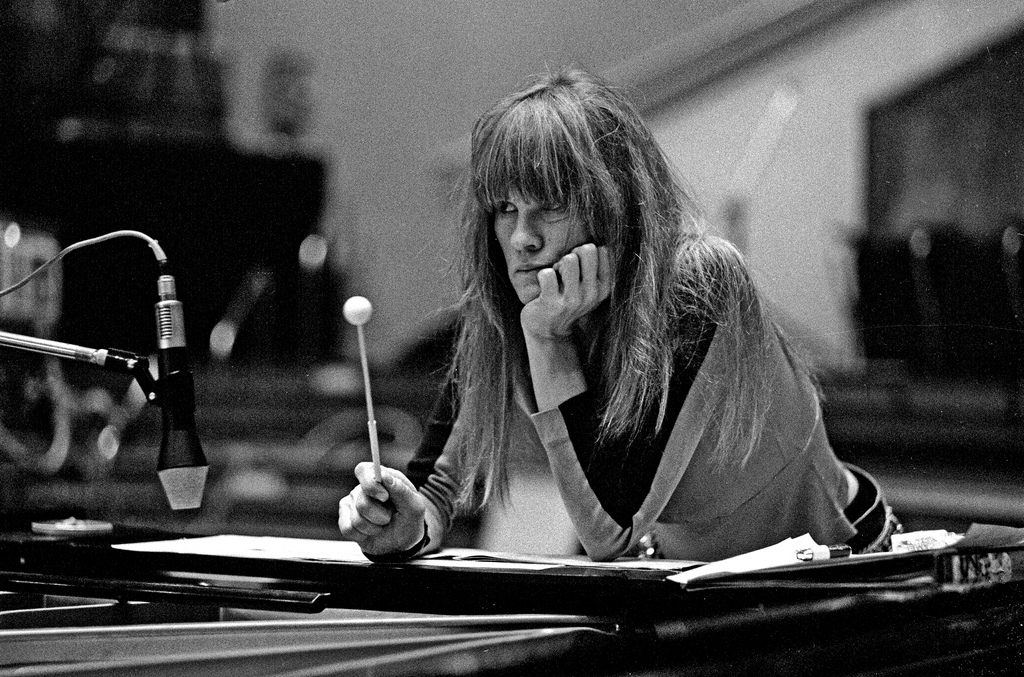
Carla Bley (1936–2023)

- Bley, Curt (1910–1961), deutscher Widerstandskämpfer gegen den Nationalsozialismus
- Bley, Fredo (1929–2010), deutscher Maler und Grafiker
- Bley, Fritz (1853–1931), deutscher Schriftsteller
- Bley, Gustava (1844–1930), deutsche Komponistin, Musikerin und Chorleiterin
- Bley, Helmar (1929–2009), deutscher Rechtswissenschaftler, Hochschullehrer und Sozialrechtler
- Bley, Helmut (* 1935), deutscher Historiker für Neuere und Afrikanische Geschichte
- Bley, Hermann (1936–2012), deutscher Fußballspieler
- Bley, Jochen (1952–2024), deutscher Jurist und ehemaliger Kinderdarsteller
- Bley, Karl-Heinz (* 1952), deutscher Politiker (CDU), MdL
- Bley, Paul (1932–2016), kanadischer Jazz-Pianist des Free Jazz
- Bley, Raymond (1939–2012), luxemburgischer Radrennfahrer
- Bley, Sebastian (* 1995), deutscher Rennrodler
- Bley, Thomas (* 1951), deutscher Chemiker, Biotechnologe
- Bley, Tönjes (1757–1814), deutscher Wasserbauingenieur und Landvermesser
- Bley, Wulf (1890–1961), deutscher Schriftsteller
- Bleyenberg, Michael (* 1961), deutscher Hologramm-Künstler
- Bleyenheuft, Egidius (1566–1622), deutscher Politiker und Bürgermeister der Reichsstadt Aachen
- Bleyer, Alexandra (* 1974), österreichische Historikerin und Autorin
- Bleyer, Archie (1909–1989), US-amerikanischer Bandleader und Musikproduzent
- Bleyer, Benno (1885–1945), deutscher Chemiker
- Bleyer, Bernhard (* 1977), deutscher Theologe
- Bleyer, Erhardt, deutscher Hammerwerfer
- Bleyer, Ernst (1885–1977), deutscher Bankier
- Bleyer, Eugen-Heinrich (1896–1979), deutscher Generalleutnant im Zweiten Weltkrieg
- Bleyer, Georg (* 1647), deutscher Komponist und Dichter
- Bleyer, Jakob (1874–1933), ungarndeutscher Literaturwissenschaftler und Politiker, Mitglied des Parlaments
- Bleyer, Johann († 1722), deutscher Lokalpolitiker und kursächsischer Landtagsabgeordneter
- Bleyer, Josef (1878–1935), bayerischer Staatsrat und Bürgermeister von Regensburg
- Bleyer, Karl Friedrich (1844–1930), deutscher Politiker (NLP) und Unternehmer
- Bleyer, Klara (* 2004), deutsche Synchronschwimmerin
- Bleyer, Matthias (* 1969), österreichischer Fußballspieler
- Bleyer, Matthias (* 1978), deutscher Eiskunstläufer
- Bleyer, Nicolaus (1591–1658), deutscher Komponist und Violinist
- Bleyer, Wilhelm (1902–1979), österreichischer Metallarbeiter und Politiker (ÖVP), Abgeordneter zum Nationalrat
- Bleyer, Wilhelm (1905–1983), deutscher römisch-katholischer Theologe
- Bleyhoeffer, Christian (1933–2018), deutscher Theaterschauspieler, Regisseur, Hochschullehrer, Synchron- und Hörspielsprecher
- Bleyl, Fritz (1880–1966), deutscher Architekt und Maler
- Bleyl, Matthias (* 1953), deutscher Kunsthistoriker und Hochschullehrer
- Bleyl, Uwe (1936–2016), deutscher Pathologe, Hochschullehrer in Heidelberg und Mannheim
- Bleyle, Karl (1880–1969), österreichischer Musiker und Komponist
- Bleyle, Wilhelm (1850–1915), deutscher Textilfabrikant
- Bleyleben-Koren, Elisabeth (* 1948), österreichische Bankmanagerin
- Bleyler, Hildegard (1899–1984), deutsche Politikerin (Zentrum, CDU), MdB
- Bleymehl, Daniela (* 1988), deutsche TriathletinDaniela Bleymehl (* 1988)

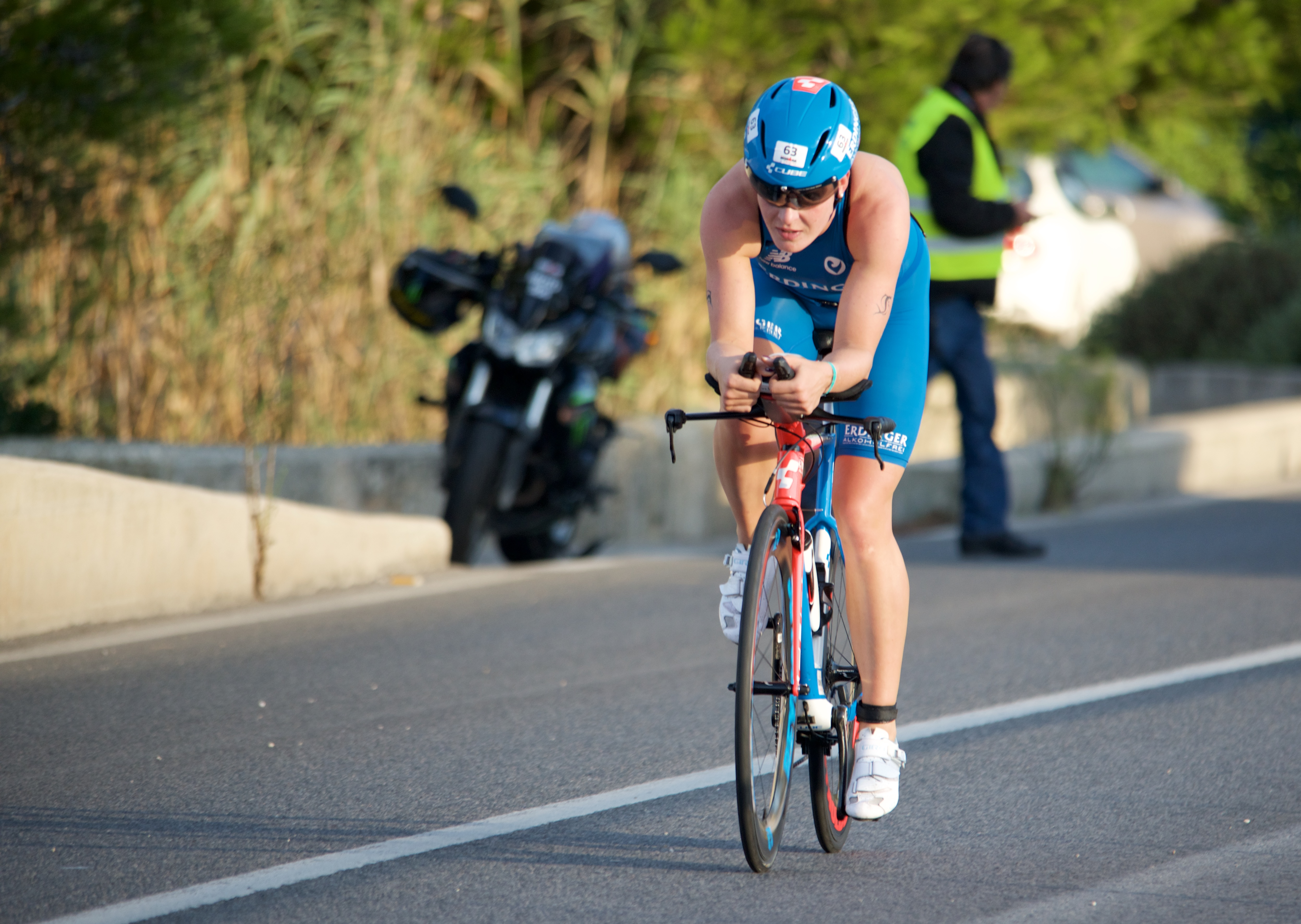
Daniela Bleymehl (* 1988)

- Bleymehl-Schley, Sigrid (* 1961), deutsche Badmintonspielerin

### Blez
- Blezard, John (* 1927), britischer Filmarchitekt
- Blezinger, Christian August (1811–1894), deutscher Eisenwerksbesitzer und Baumwollfabrikant
- Blezinger, Johann Georg (1717–1795), deutscher Unternehmer
- Blezinger, Richard (1847–1928), deutscher Fossiliensammler und Apotheker